# 吉野真弓
吉野 真弓（よしの まゆみ、1971年2月20日 - ）は、日本の女優。東京都出身。旧芸名：木内まさこ。

## 人物・略歴
中学生だった1984年に、5代目ユニチカマスコットガールに選ばれる。
高校卒業後の1989年、芸名を「吉野真弓」に改めて女優業を開始し、TV・映画に活躍する。2000年代初めを最後に芸能活動は確認されていない。

## 出演
- 大江戸捜査網（橋爪淳編パート1）（テレビ東京・Gカンパニー） - 隠密補佐：お七 役
- 水戸黄門（TBS・C.A.L）
  - 第19部 第1話 - 第9話（1989年 - 1990年） - 雪姫 役
  - 第20部 第46話「印籠盗んだ女掏摸 -会津-」（1991年9月23日） - おさよ 役
  - 第21部
    - 第5話「恩讐越えた恋人形 -三次-」（1992年5月4日） - お光 役
    - 第12話「無念晴らした夢芝居 -人吉-」（1992年6月22日） - おふみ 役

  - 第22部 第26話「誘拐された黄門さま -豊岡-」（1993年11月8日） - お八重 役
  - 第23部
    - 第21話「津和野銘菓は恋の味 -津和野-」（1994年12月26日） - おしの 役
    - 第34話「狸がくれた赤ん坊 -信楽-」（1995年4月3日） - おせき 役

  - 第24部 第27話「一陽来復 米沢の春 -米沢-」（1996年4月1日） - 千鶴 役
- ザ・刑事（1990年、ANB）
- 火曜ミステリー劇場 （ANB）
  - 山村美紗サスペンス
    - 京都東山殺人事件　舞妓さんは名探偵（1990年） - 舞妓・小君（吉井君子） 役
- 大岡越前（TBS / C.A.L）
  - 第11部 第17話「濡れ衣晴らした人情長屋」（1990年8月13日） - おきち
  - 第12部 第13話「殺しを見ていた女」（1992年1月13日） - お町
- 名奉行 遠山の金さん（ANB / 東映）
  - 第3シリーズ 第6話「謎の美人幽霊」（1990年） - お袖 役
  - 第4シリーズ 第26話「ニセ鼠小僧が覗いた完全犯罪」（1992年） - お小夜 役
  - 第6シリーズ 第10話「老盗賊が捨てた娘」（1994年） - お葉 役
- 必殺仕事人・激突! 第20話「主水、京に上がる」（1991 - 1992、ABC）
- 世にも奇妙な物語 「電気じかけの幽霊」 - 相田玲子 役
- 暴れん坊将軍（テレビ朝日・東映）
  - 暴れん坊将軍IV
    - 第13話「血ぬられた折鶴」（1991年） - おふじ 役
    - 第54話「非情の掟! 激突、父と子」（1992年） - お里 役

  - 暴れん坊将軍VI
    - 第11話「大喧嘩! め組対定火消し」（1994年12月15日） - お久 役
    - 第39話「吉宗、騙りを働く!?」（1995年） - お咲 役

  - 暴れん坊将軍IX
    - 第22話「壮絶! 三河士魂 養父の仇を討つ吉宗」（1999年） - 芸者・朝顔 役
- さすらい刑事旅情編 （ANB）
  - さすらい刑事旅情編IV 第8話「函館ロマン旅行 女子大生の愛と死」（1992年）
  - さすらい刑事旅情編V 第8話「大船行き終電車の男 同じ風景の油絵」（1992年）
  - さすらい刑事旅情編VII 第9話「証言拒否! 痴漢を告発した女」（1994年）
- 夏の不思議ミステリー　本当にあった怖い話「髪」（1992年、ANB）
- 仮面の告白（1992年、NTV）
- 銭形平次（CX）
  - 第2シリーズ 第4話「消えたロウソク」（1992年） - おしま 役
  - 第3シリーズ 第10話「生きている死体」（1993年） - おみつ 役
- 火曜サスペンス劇場 （日本テレビ）
  - 「小京都ミステリー7」（1992年） - 田辺由美子
  - 「女監察医室生亜季子14・震える海」（1993年7月、東映）
  - 盲人探偵松永礼太郎8 「洗脳」（1997年）
- 本当にあった怖い話 「髪」（1992年9月21日、テレビ朝日）
- DAISUKI!（ドラマパート）「クリスマスキャロルの頃には」（1992年、NTV）
- 新・三匹が斬る! 第16話「さいはての恐山、津軽娘が死者を呼ぶ」（1993年） - おいね
- はだかの刑事 第17話「哀しみの街角」（1993年、NTV）
- あの日に帰りたい（1993年、CX） - 由美
  - 第3話「君をずっと、好きでいたい…」
  - 第4話「許されない愛…」
  - 第8話「死なないで!!私のために…」
- ネオドラマ 「アンバランス」（1993年、ANB）
- 土曜ワイド劇場 （ANB）
  - 高橋英樹の船長シリーズ 「思い出の青函連絡船」（1993年）
  - 開局35周年特別企画　宮部みゆきサスペンス　「火車」（1994年）
  - 7人のOLが行く! 「神秘の島バリ編」（1995年）
  - 特効薬漂流す　暴かれた臨床試験の秘密!（1996年）
- 殿さま風来坊隠れ旅 第10話「闇を走る鉄仮面!」（1994年、ANB）
- 女犯十手裏仕置II（1995年）
- 金曜エンタテイメント （CX）
  - 赤い霊柩車4 二つの墓標（1995年）
  - 美人三姉妹、温泉芸者が行く!2 「鬼怒川 なみだの折鶴殺人事件」（1996年）
  - 幸福の誤算　幸せな家庭を襲うカード地獄のワナ（1996年）
  - 昼下がり・社宅奥様探偵団　夫の出世を賭けて社宅内にわきおこるダンス教室ブーム!（1998年）
  - 山村美紗サスペンス　京都夜の祇園姉妹殺人事件（1999年）
  - おんせんデカ 修善寺温泉駐在日記（1999年）
- 春の時代劇スペシャル 「素浪人　花山大吉」（1995年、ANB）
- 高橋英樹特選時代劇 「騎馬奉行がゆく」（1995年、NTV）- 加代 役
- その灯は消さない（1996年1月 - 3月、東海テレビ） - 律子 役
- 月曜ドラマスペシャル  （TBS）
  - 新春の旅情サスペンス 「青森湯けむりツアー殺人事件」（1996年）
  - 演歌・唱太郎の人情事件日誌 「伊香保殺人事件」（1997年）
  - 春の旅情サスペンス 「阿蘇火の国幽女伝説殺人事件」（1998年）
- 他人の不幸は蜜の味！爆笑オムニバスドラマ 「チョベリバ！ わが人生最悪の日」第2話「うんのつき」（1996年、NTV）
- 快刀!夢一座七変化 （1996年、ANB）
- ドラマ新銀河「ママだって夏休み」（1997年、NHK）
- はみだし刑事情熱系Ⅱ第16話「兵吾危機一髪!! 涙にぬれた母子手帳…」- 山口早苗 役（1998年、ANB）
- 花王愛の劇場 「パパ レンタル中」（1998年、TBS）
- 新選組血風録（1998年、ANB）
- 美少女H3〜少女たちの異常体験〜6 風に揺られて （1999年、CX）
- ドラマ愛の詩「僕んちのロングバケーション」（2000年、NHK）※1997年のドラマ新銀河「ママだって夏休み」を再編集
- ドラマスペシャル企画 「私は私－私の愛だから　事故死した夫との約束」（2002年、CX）

## イメージビデオ
- 思春季〜MASAKO in Finland（1985年、東芝EMI)

## 映画
- 福本耕平かく走りき（1992年、久保田傑監督) - 岩倉友美 役

## Vシネマ
- ドーベルマン刑事（1996年、後藤大輔監督） - 友子 役

## 写真集
- 妖精たちのレジェンド ユニチカマスコットガール写真集

（1996年、あすか書房、池田満寿夫監修）